# Hannón (hijo de Bomílcar)
Hannón, hijo de Bomílcar, fue uno de los más distinguidos oficiales del general cartaginés Aníbal Barca durante su expedición a Italia.

## Biografía
Según Apiano era sobrino de Aníbal, cosa que por la edad y por la falta de acuerdo de Polibio resulta bastante dudoso, si no imposible. Era, en cualquier caso,un militar y personaje de alto rango, hijo de uno de los sufetes de Cartago.
Es frecuente confundirle con otros coetáneos de su mismo nombre, entre ellos Hannón el Grande, Hannón el Viejo, Hannón el regente de Aníbal en Hispania (capturado y ejecutado por Publio Cornelio Escipión en 218 a. C.), Hannón el comandante de Capua junto con Bostar (entregados en 212 a. C.), Hannón el prefecto de Magón Barca (derrotado por Lucio Marcio Séptimo en 206 a. C.), otro Hannón que combatió como jefe de caballería para Asdrúbal Giscón (el cual fue traicionado por Masinisa en 204 a. C.) y varios más.

### Campaña en Italia
Se le menciona por primera vez en las fuentes en el paso del Ródano, cuando Aníbal le encargó cruzar el río  tan pronto como pudiera con parte de sus tropas hispanas. Los guías galos le indicaron un punto más arriba, donde el río discurría en torno a un islote, presentando un lugar de paso más ancho y menos profundo. Los hispanos cruzaron en odres y el resto de las tropas con las balsas que habían construido. Hannón bajó por el río al otro lado y atacó a los galos  de la zona (que obstaculizaban a Aníbal) por la espalda, los derrotó, y así el resto del ejército pudo cruzar sin oposición.
Vuelve a aparecer en la batalla de Cannas (216 a. C.), en la que dirigió el ala derecha de los cartagineses. Tras la victoria Aníbal lo envió a Lucania en ayuda de los lucanos sublevados; aquí se enfrentó al año siguiente (215 a. C.) con las fuerzas romanas bajo el mando del cónsul Tiberio Sempronio Longo, que le derrotó en Grumento y le hizo retirarse a Brucio.
Antes del verano llegó el almirante Bomílcar (no confundir con Bomílcar el sufete) con los refuerzos enviados desde Cartago, que estableció con seguridad en las cercanías de Nola. Aníbal intentó conquistar Nola sin éxito y finalmente se retiró a sus cuarteles de invierno en la Apulia y dejó a Hannón en Brucio para alcanzar el gobierno con las fuerzas que tenía ya de antes. Los brucios se declararon partidarios de Cartago, pero en cambio las polis (ciudades griegas) eran favorables a Roma y sólo Locros les siguió. 
Hannón ocupó Crotona y en la primavera del 214 a. C. avanzó hacia Campania en apoyo de Aníbal con 18 000 hombres principalmente brucios y lucanos y cuando estaba cerca de Benevento se encontró con el pretor Tiberio Sempronio Graco y después de un obstinado combate fue derrotado y erróneamente se retiró a Brucio, retirada estratégicamente inadecuada.
En 213 a. C. se enfrentó con una fuerza irregular reclutada por el romano Lucio Pomponio, en la que derrotó y dispersó.
En 212 a. C. Aníbal le ordenó avanzar con provisiones hacia Capua, que los romanos intentaban sitiar. A pesar del delicado estado de la situación, cumplió la tarea y llegó con su ejército hasta Benevento, reuniéndose con los dos prefectos cartagineses locales, Hannón y Bóstar. Sin embargo, la negligencia de los capuanos, que no facilitaron el transporte, retrasó la llegada de suministros y los romanos aprovecharon la situación para aprovecharse de parte de los materiales e incluso atacaron el campamento de Hannón, que fue saqueado. Los dos prefectos fueron entregados vivos a los romanos.
Hannón pudo escapar con los restos de su ejército hacia Brucio, donde poco después compensó su derrota con la conquista de Turios.

### Retorno a África
Durante un tiempo no vuelve a aparecer en las crónicas. En 207 a. C. aparece en Metaponto un comandante llamado Hannón, presumiblemente la misma persona, pero el texto ni lo confirma ni lo demarca como otro distinto. La siguiente mención clara de Hannón el hijo de Bomílcar sucede en 203 a. C., cuando se explica fue nombrado como sucesor de Asdrúbal Giscón como comandante de África. No se especifica en qué momento regresó de Italia ni con qué motivo primigenio.
Fue el comandante cartaginés en la última fase de la guerra. Planeó incendiar el campamento de Escipión el Africano en combinación con Asdrúbal Giscón, ahora un fuera de la ley convertido en mercenario (a quien Hannón tenía planeado traicionar y entregar, según Apiano), pero el plan fue descubierto y no se pudo llevar a cabo. Tras un ataque al campamento de Escipión cercano a Útica que fue rechazado, Hannón permaneció sin actividad esperando el regreso de Aníbal de Italia, hasta que a su llegada fue reemplazado en el mando por el bárcida. Hannón ya no vuelve a ser mencionado en las fuentes.